# XI век
XI (оди́ннадцатый) век  по юлианскому календарю — век с 1 января 1001 года по 31 декабря 1100 года. Это 1-й век 2-го тысячелетия.  Закончился 925 лет назад.
Это век на границе завершения условного периода Раннего Средневековья в Европе и периода, который историки Европы классифицируют как Высокое Средневековье.

## Основные события
- Первое Болгарское царство завоёвано Византией[англ.] (968—1018; Василий II Болгаробойца).
- Королевство Венгрия (1001—1918; Иштван I Святой).
- Ляо обложило данью Империю Сун (1004; Chanyuan Treaty[англ.]).
- Византийско-грузинская война (1014—1023).
- Походы Руси против Византии (1024; 1043).
- Польское королевство (1025—1569; Болеслав I Храбрый).
- Кордовский халифат (929—1031) распался на несколько эмиратов. Правление Альморавидов (ок. 1040—1147).
- После смерти Санчо III Великого Кастилия и Арагон становятся самостоятельными королевствами (1035).
- Великая Сельджукская империя (1037—1194). Битва при Данданакане (1040). Взятие Багдада сельджуками(1055).
- Караханидское государство распалось на Западное и Восточное ханства (1040).
- Паганское царство (1044—1287). Завоевание Татонского и монских царств (1057).
- Период Хэйан в Японии (794—1185). Война Дзэнкунэн (1051—1063). Война Госаннэн (1083—1089).
- Нормандское завоевание Южной Италии. Битва при Чивитате (1053), пленён папа Лев IX.
- Раскол христианской церкви (1054; Католичество, Православие).
- Битва при Атапуэрке (1054). Фердинанд I Великий провозглашён Императором всей Испании (1056).
- Свержение императора Византии Михаила VI Стратиотика Исааком I Комнином (1057; Битва при Петро[англ.], близ Никеи).
- Латеранский собор 1059 года. Установлен порядок избрания папы только кардиналами-епископами.
- Нормандское завоевание Англии (1066—1072). Битва при Гастингсе (1066).
- Битва при Манцикерте (1071) — крупное поражение Византийской империи сельджукам.
- Борьба за инвеституру (1075—1122). Разграбление Рима (1084).
- Конийский султанат (1077—1307).
- Комниновское возрождение Византии (1081—1185; Алексей I Комнин).
- Королевство Толедо (1085—1833) отвоёвано в ходе реконкисты. Мусульманские земли южной Испании объединяются под властью Юсуфа ибн Ташфин.
- Поземельная перепись в королевстве Англия (1086; «Книга Страшного суда»).
- Правление Давида IV Строителя в Грузии (1089—1125).
- Государство низаритов (1090—1256; ассасины; Хасан ибн Саббах).
- Битва при Левунионе (1091). Печенежское ханство разгромлено (860—1091).
- Король Франции Филипп I отлучён от церкви за двоежёнство (1094).
- Первый крестовый поход (1096—1099; Урбан II). Осада Иерусалима (1099).
- Кризис XI века[фр.] в Северной Африке, Ближнем Востоке и Центральной Азии.
- Победа христианства в Дании.
- Образование маркграфства Баден в Германии.
- Поселение половцев на Дунае.
- Ченле удаётся присоединить Дваравати.
- Чичимеки разгромили цивилизацию тольтеков.

## Русь
- Междоусобная война на Руси (1015—1019).
- 1017—1037 — Сооружение около Киева укреплений, строительство Золотых ворот, увенчанных надвратной Благовещенской церковью, и Софийского собора.
- 1019 — Ярослав Мудрый становится князем Руси.
- 1036 — Осада Киева. Победа Ярослава над печенегами, в честь которой был заложен храм Святой Софии.
- 1043 — последний вооружённый конфликт между Русью и Византией.
- Триумвират Ярославичей (1054—1073).
- Взятие Новгорода полоцким князем и битва на реке Немиге (1067; первое упоминание Минска).
- Вторжение половецкого хана Шарукана (1068). Битва на реке Альте. Киевское восстание. Битва на реке Снове.
- Битва на Нежатиной Ниве (1078), поражение Великого князя Изяслава Ярославича.
- Междоусобная война на Руси (1094—1097).
- 1095 — основание Переяславля-Рязанского согласно тексту Следованой псалтыри Ильинской церкви.
- 1096 — первое упоминание о Рязани.
- 1097 — Любечский съезд князей.
- Междоусобная война на Руси (1097—1100).
- Первая половина — Перевод в Киеве «Хроники» византийского историографа IX века Георгия Амартола (гр. «грешник»), в которой изложены события всемирной истории от сотворения мира до 842 года.
- Середина — оформление Туровского Евангелия.
- Основан Выдубицкий мужской монастырь.
- Основан Дрогобыч.

## Культура
- Папа Сильвестр II (999—1003), популяризировал арабские и греко-римские научные достижения и изобретения.
- Фирдоуси (935—1020). «Шахнаме».
- Ибн Сина (980—1037). Канон врачебной науки.
- Ибн аль-Хайсам (965—ок.1040). «Книга оптики[англ.]» (1011—1021).
- Аль-Бируни (973—1048), хорезмский учёный-энциклопедист и мыслитель. «Индия, или Книга, содержащая разъяснение принадлежащих индийцам учений, приемлемых разумом или отвергаемых» (1030).
- Гвидо д’Ареццо (990—1050), итальянский теоретик музыки и педагог.
- Герман из Райхенау (1013—1054), немецкий монах-бенедиктинец, историк, астроном, математик, поэт, теоретик и сочинитель музыки.
- Зарегистрированная китайскими и арабскими астрономами вспышка сверхновой звезды, остатки которой известны под названием Крабовидная туманность (1054).
- Производство бумаги на европейском континенте (1056; Хатива).
- Авицеброн (1022—1058), поэт, философ.
- Ансельм Кентерберийский (1033—1109), католический богослов, философ. «Proslogion» (1078).
- Оксфордский университет (упоминание о работе — 1096).
- Омар Хайям (1048—1131), персидский философ, математик, астроном и поэт. «Комментарии к трудностям во введениях книги Евклида» (1077).
- Повесть о Гэндзи (Мурасаки Сикибу).
- Песнь о Роланде.

- Изобретения сделанные в Китае.
  - Печать текстов с помощью ручного набора (1040; Би Шэн).
  - Использование компаса для навигации (впервые упомянуто — 1044).
  - Военный трактат с описанием приготовления пороха (1044; «Уцзин цзунъяо»).
  - Прививки от оспы (вариоляция).